# المدرسة العليا الخاصة للتكنولوجيا والإدارة
المدرسة العليا الخاصة للتكنولوجيا والإدارة (بالفرنسية: École supérieure privée de technologie et de management)‏ هي جامعة وكلية هندسة خاصة، تأسست في 1993 من قبل نجيب بالحبيب.

يقع مقرها في تونس العاصمة في تونس.

## مقالات ذات صلة
- قائمة الجامعات في تونس

## روابط خارجية
- الموقع الرسمي.